# Saint-Just-Sauvage
Saint-Just-Sauvage je francouzská obec v departementu Marne v regionu Grand Est. Žije zde přibližně 1 400 obyvatel.

## Geografie
Obec leží u hranic departementu Marne s departementem Aube.

### Sousední obce
| Růžice kompasu | Saron-sur-Aube           | Baudement                           |         | Růžice kompasu |
| Růžice kompasu | Marcilly-sur-Seine       | Sever                               | Bagneux | Růžice kompasu |
| Růžice kompasu | Marcilly-sur-Seine       | Saint-Just-Sauvage                  | Bagneux | Růžice kompasu |
| Růžice kompasu | Marcilly-sur-Seine       | Jih                                 | Bagneux | Růžice kompasu |
| Růžice kompasu | Romilly-sur-Seine (Aube) | Maizières-la-Grande-Paroisse (Aube) | Clesles | Růžice kompasu |